# Discographie de Psy
La discographie de Psy, artiste sud-coréen, est composée actuellement de cinq albums studio, un extended play et vingt-quatre singles. Cet artiste est connu pour ses vidéos humoristiques et principalement pour son single intitulé Gangnam Style, une chanson relatant ses origines et celle des habitants de Gangnam, un quartier localisé à Séoul, en Corée du Sud.
En janvier 2001, Psy débute avec son tout premier album studio, Psy from the Psycho World!, qui a par la suite été controversé,. Il sort en 2002 par la suite son second album Ssa2, un album également controversé jugé inapproprié pour les enfants et les adolescents. Dès lors, étant considéré comme un artiste controversé, Ssa2 a été retiré des ventes pour les moins de dix-neuf ans en 2002.
Plus tard, cette même année en septembre, Psy commercialise son troisième album 3 Mi. Le single Champion de l'album se popularise rapidement grâce à la coupe du monde de football 2002 à Séoul. Malgré plusieurs plaintes ayant été formulées autour de ses chansons, Psy est récompensé aux Seoul Music Awards, ce qui marque sa notoriété dans l'industrie musicale sud-coréenne. En 2006, il publie son quatrième album Ssajib et a été nommé aux SBS Music Awards et aux Mnet Asian Music Awards.
Quelques années plus tard après deux autres albums, il sort en juillet 2012 son tout premier extended play PSY 6 (Six Rules), Part 1 et le single Gangnam Style, dont le vidéoclip a été diffusé en dehors des frontières asiatiques. Le 14 août 2012, Gangnam Style est classée première des « vidéos les plus vues » mensuellement  et a atteint plus d'un milliard de vues sur YouTube,. Son single, Gentleman est sorti le 12 avril 2013 dans 119 pays. 

## Albums

### Albums studio
| Titre                      | Détails                                                                                           | Meilleure position | Ventes et certifications |
| Titre                      | Détails                                                                                           | KOR                | Ventes et certifications |
| -------------------------- | ------------------------------------------------------------------------------------------------- | ------------------ | ------------------------ |
| Psy from the Psycho World! | - Sortie : 12 janvier 2001 - Label : X-Town Entertainment - Format : CD, téléchargement digital   | —                  | Corée du Sud : 119 842   |
| Ssa2                       | - Sortie : 1er janvier 2002 - Label: X-Town Entertainment - Format: CD, téléchargement digital    | —                  | Corée du Sud : 68 139    |
| 3 Mi                       | - Sortie : 18 septembre 2002 - Label : X-Town Entertainment - Format : CD, téléchargement digital | —                  |                          |
| Ssajib                     | - Sortie : 24 juillet 2006 - Label : Seoul Records - Format : CD                                  | —                  | Corée du Sud : 50 000    |
| PsyFive                    | - Sortie : 20 octobre 2010 - Label : YG Entertainment - Format : CD, téléchargement digital       | 6                  | Corée du Sud : 25 461    |

### Extended plays
| PSY 6 (Six Rules), Part 1                                             | - Sortie: 15 juillet 2012 - Label: YG Entertainment - Format: CD, téléchargement digital | 1 | 92 | - Corée du Sud : 126 877+ - Japon : 10 534 |
| "—" signifie que la chanson n'est pas classée ou sortie dans le pays. |                                                                                          |   |    |                                            |

## En tant qu'artiste invité
- 1999 : Casanova (Cho PD featuring Psy)
- 1999 : I Love X (Lee Jung-hyun featuring Psy, Cho PD)
- 2003 : Novice (Lexy featuring Psy)
- 2004 : Already Like This (Lee Jae-hoon featuring Psy)

## Singles
| Titre                                                              | Année | Meilleure position dans les charts | Meilleure position dans les charts | Meilleure position dans les charts | Meilleure position dans les charts | Meilleure position dans les charts | Meilleure position dans les charts | Meilleure position dans les charts | Meilleure position dans les charts | Meilleure position dans les charts | Meilleure position dans les charts | Certifications | Album                      |
| Titre                                                              | Année | Corée du Sud                       | Australie                          | Canada                             | France                             | Allemagne                          | Norvège                            | Nouvelle-Zélande                   | Suisse                             | Royaume-Uni                        | États-Unis                         | Certifications | Album                      |
| ------------------------------------------------------------------ | ----- | ---------------------------------- | ---------------------------------- | ---------------------------------- | ---------------------------------- | ---------------------------------- | ---------------------------------- | ---------------------------------- | ---------------------------------- | ---------------------------------- | ---------------------------------- | --- | -------------------------- |
| Bird (새)                                                          | 2001  | 1                                  | —                                  | —                                  | —                                  | —                                  | —                                  | —                                  | —                                  | —                                  | —                                  | | Psy from the Psycho World! |
| The End (끝)                                                       | 2001  | 1                                  | —                                  | —                                  | —                                  | —                                  | —                                  | —                                  | —                                  | —                                  | —                                  | | Psy from the Psycho World! |
| Hooray (얼씨구)                                                    | 2002  | —                                  | —                                  | —                                  | —                                  | —                                  | —                                  | —                                  | —                                  | —                                  | —                                  | | Ssa2                       |
| Singosik (신고식)                                                  | 2002  | —                                  | —                                  | —                                  | —                                  | —                                  | —                                  | —                                  | —                                  | —                                  | —                                  | | Ssa2                       |
| Champion (챔피언)                                                  | 2002  | 1                                  | —                                  | —                                  | —                                  | —                                  | —                                  | —                                  | —                                  | —                                  | —                                  | | 3 Mi                       |
| Paradise (낙원) (featuring Lee Jae-Hoon)                           | 2002  | 9                                  | —                                  | —                                  | —                                  | —                                  | —                                  | —                                  | —                                  | —                                  | —                                  | | 3 Mi                       |
| Home Run (홈런)                                                    | 2003  | 43                                 | —                                  | —                                  | —                                  | —                                  | —                                  | —                                  | —                                  | —                                  | —                                  | | Reversal of Fortune        |
| Someday (언젠가는)                                                 | 2005  | 48                                 | —                                  | —                                  | —                                  | —                                  | —                                  | —                                  | —                                  | —                                  | —                                  | | Remake & Mix 18 Beon       |
| Delight (환희)                                                     | 2005  | 3                                  | —                                  | —                                  | —                                  | —                                  | —                                  | —                                  | —                                  | —                                  | —                                  | | Remake & Mix 18 Beon       |
| Father (아버지)                                                    | 2005  | 20                                 | —                                  | —                                  | —                                  | —                                  | —                                  | —                                  | —                                  | —                                  | —                                  | | Remake & Mix 18 Beon       |
| Urbanite (도시인)                                                  | 2005  | —                                  | —                                  | —                                  | —                                  | —                                  | —                                  | —                                  | —                                  | —                                  | —                                  | | Remake & Mix 18 Beon       |
| We Are the One                                                     | 2006  | 2                                  | —                                  | —                                  | —                                  | —                                  | —                                  | —                                  | —                                  | —                                  | —                                  | | Ssajib                     |
| Entertainer (연예인)                                               | 2006  | 1                                  | —                                  | —                                  | —                                  | —                                  | —                                  | —                                  | —                                  | —                                  | —                                  | | Ssajib                     |
| Beautiful Goodbye 2 (아름다운 이별 2) (featuring Lee Jae-hoon)     | 2006  | 33                                 | —                                  | —                                  | —                                  | —                                  | —                                  | —                                  | —                                  | —                                  | —                                  | | Ssajib                     |
| Because It's Raining (비오니까)                                    | 2007  | 93                                 | —                                  | —                                  | —                                  | —                                  | —                                  | —                                  | —                                  | —                                  | —                                  | | Ssajib                     |
| In My Eyes (내 눈에는) (featuring Lee Jae-hoon)                    | 2010  | 11                                 | —                                  | —                                  | —                                  | —                                  | —                                  | —                                  | —                                  | —                                  | —                                  | | PSYFive                    |
| Thank You (featuring Seo In-young)                                 | 2010  | 16                                 | —                                  | —                                  | —                                  | —                                  | —                                  | —                                  | —                                  | —                                  | —                                  | | PSYFive                    |
| Right Now                                                          | 2010  | 4                                  | —                                  | —                                  | —                                  | —                                  | —                                  | —                                  | —                                  | —                                  | —                                  | | PSYFive                    |
| It's Art (예술이야)                                                | 2011  | 51                                 | —                                  | —                                  | —                                  | —                                  | —                                  | —                                  | —                                  | —                                  | —                                  | | PSYFive                    |
| Shake It (흔들어 주세요) (featuring Noh Hong-chul)                 | 2011  | 4                                  | —                                  | —                                  | —                                  | —                                  | —                                  | —                                  | —                                  | —                                  | —                                  | | Pas d'album                |
| Father (아버지) (@ Summer Stand Live Concert)                      | 2012  | 29                                 | —                                  | —                                  | —                                  | —                                  | —                                  | —                                  | —                                  | —                                  | —                                  | | Pas d'album                |
| Korea                                                              | 2012  | 75                                 | —                                  | —                                  | —                                  | —                                  | —                                  | —                                  | —                                  | —                                  | —                                  | | Pas d'album                |
| Gangnam Style (강남스타일)                                         | 2012  | 1                                  | 1                                  | 1                                  | 1                                  | 1                                  | 1                                  | 1                                  | 1                                  | 1                                  | 2                                  | - ARIA: 10 × Platine - BPI: 2 × Platine - BVMI: Or - IFPI: 3 × Platine - MC: 4 × Platine - RMNZ: 4 × Platine - RIAA: 5 × Platine | PSY 6 (Six Rules), Part 1  |
| Gentleman                                                          | 2013  | 1                                  | 15                                 | 9                                  | 11                                 | 12                                 | 13                                 | 10                                 | 3                                  | 10                                 | 5                                  | - ARIA: Or - BPI: Argent - IFPI: Or                                                                                              | Pas d’album                |
| Hangover (featuring Snoop Dogg)                                    | 2014  | —                                  | 81                                 | —                                  | 171                                | —                                  | —                                  | —                                  | —                                  | —                                  | 26                                 | | Pas d’album                |
| Father (featuring Lang Lang)                                       | 2015  | —                                  | —                                  | —                                  | —                                  | —                                  | —                                  | —                                  | —                                  | —                                  | —                                  | | Pas d’album                |
| Daddy (featuring CL et 2NE1)                                       | 2015  | —                                  | —                                  | —                                  | —                                  | —                                  | —                                  | —                                  | —                                  | —                                  | —                                  | |                            |
| "—" signifie que le single n'est pas classé ou sorti dans le pays. |       |                                    |                                    |                                    |                                    |                                    |                                    |                                    |                                    |                                    |                                    | |                            |

## Autres chansons classées dans les charts
| 2012                                                                  |    |   |                           |
| Blue Frog (청개구리) (featuring G-Dragon)                             | 9  | — | PSY 6 (Six Rules), Part 1 |
| Passionate Goodbye (뜨거운 안녕) (featuring Sung Si-kyung)            | 4  | 6 | PSY 6 (Six Rules), Part 1 |
| 77학개론 (featuring Leessang et Kim Jin-pyo)                          | 10 | — | PSY 6 (Six Rules), Part 1 |
| What Would Have Been (어땠을까) (featuring Lena Park)                 | 9  | 7 | PSY 6 (Six Rules), Part 1 |
| Never Say Goodbye (featuring Yoon Do-hyun)                            | 14 | — | PSY 6 (Six Rules), Part 1 |
| "—" signifie que la chanson n'est pas classée ou sortie dans le pays. |    |   |                           |

## Clips vidéo
| Année | Clip musical                              | Durée      | Album / Single                | Clip vidéo officiel YouTube | Note                                               |
| ----- | ----------------------------------------- | ---------- | ----------------------------- | --------------------------- | -------------------------------------------------- |
| 2010  | Right Now                                 | 4 min 33 s | PSYFive                       | Officialpsy                 |                                                    |
| 2010  | Right Now (See Woo Ver)                   | 4 min 21 s | PSYFive                       | Officialpsy                 |                                                    |
| 2011  | It's Art (예술이야)                       | 4 min 39 s | PSYFive                       | Officialpsy                 |                                                    |
| 2012  | Korea                                     | 3 min 44 s | Single non extrait d'un album | LOENENT                     | Chanson pour les jeux olympiques de Londres        |
| 2012  | Gangnam Style (강남스타일)                | 4 min 13 s | PSY 6 (Six Rules), Part 1     | Officialpsy                 | #1 dans le YouTube 100                             |
| 2012  | Oppa Is Just My Style (오빤 딱 내 스타일) | 3 min 47 s | Oppa Is Just My Style single  | Officialpsy                 | #3 dans le YouTube 100 en featuring avec Kim Hyuna |
| 2013  | Gentleman                                 | 3 min 54 s |                               | Officialpsy                 |                                                    |
| 2014  | Hangover (featuring Snoop Dogg)           | 5 min 08 s |                               | Officialpsy                 |                                                    |
| 2015  | Father                                    | 3 min 42 s |                               | Officialpsy                 |                                                    |
| 2015  | Napal Baji                                | 3 min 55 s | Chiljip Psy-da                | Officialpsy                 |                                                    |
| 2015  | Daddy (featuring CL)                      | 4 min 06 s | Chiljip Psy-da                | Officialpsy                 |                                                    |
| 2017  | New Face                                  | 3 min 22 s | 4X2=8                         | Officialpsy                 |                                                    |
| 2017  | I Luv It                                  | 3 min 20 s | 4X2=8                         | Officialpsy                 |                                                    |
| 2017  | Love (featuring Taeyang)                  | 3 min 38 s | 4X2=8                         | Officialpsy                 |                                                    |